# Okrug Albany, New York
Albany, okrug na istoku države New York utemeljen 1683. kao Fort Orange. Područje okruga prvi puta naseljavaju 1624. pripadnici Nizozemske Zapadnoindijske kompanije, a 1664. i Englezi koji će 1683. utemeljiti okrug koji je u to vrijeme obuhvaćao veliki dio New Yorka, i na kojem će kasnije nastati nekoliko drugih okruga: Tryon (vidi Montgomery), Schoharie (dijelom), Greene (dijelom), Columbia, Charlotte, Schenectady, Saratoga, Rensselaer, Montgomery (kao Tryon do 1784.) i Washington,. Glavno okružno sjedište je Albany.